# Atlètic Terrassa Hockey Club
El Atlètic Terrassa Hockey Club es un club deportivo de la ciudad de Tarrasa, España. Fundado en 1952 como un club de hockey sobre hierba, actualmente también dispone de otras secciones deportivas:
| Disciplina                     | Creación |
| ------------------------------ | -------- |
| Hockey masculino               | 1952     |
| Hockey patines                 | 1959     |
| Atletismo                      | 1966     |
| Halterofília                   | 1968     |
| Tenis                          | 1969     |
| Frontón                        | 1969     |
| Hockey femenino                | 1969     |
| Escudería Motor                | 1968     |
| Patinaje                       | 1977     |
| Baloncesto                     | 1978     |
| Gimnasia                       | 1978     |
| Fútbol Sala                    | 1978     |
| Tenis de Mesa                  | 1978     |
| Mantenimiento Físico           | 1981     |
| Centro de Iniciación Deportiva | 1982     |
| Bridge                         | 1983     |
| Squash                         | 1987     |
| Deportes para Discapacitados   | 1997     |
| Pádel                          | 2010     |

## Historia
El club se fundó el 1 de agosto de 1952 por un grupo de siete jóvenes del Centro Social Católico de Tarrasa, después de la disolución del Educación y Descanso. De esta manera se van a poder crear los dos primeros equipos que participaron en los Campeonatos de Cataluña de Primera y Segunda Categoría. El primer presidente fue Oriol Freixa Vancells.
El primer triunfo llega en 1954 ganando el trofeo internacional Pere Amat. Pero la situación económica de la entidad no era buena. En la temporada 1957-58 se cierra el local de la calle Vall y se traslada a un espacio cedido por el Centro Social Católico. En 1960 consigue una nueva sede social, de nuevo en la calle Vall. La temporada 1960-61, el Atlètic gana los primeros títulos oficiales, los Campeonatos de Cataluña infantil y juvenil, y en la 1965-66, con el técnico hindú  Vinicio Carvalho, el Campeonato de España juvenil.
En 1964 el club inaugura su primer territorio propio en el Torrent d'en Pere Parres. Dos años más tarde se crea una sección de atletismo y más tarde el tenis y el frontón. El club se decide a adquirir una nueva zona polideportiva para todas las secciones. Así, en el año 1969, se inaugura la nueva sede en Can Salas. La sección de hockey femenina aparece en el año 1970. Comienza una época de expansión del club.
En el año 1972, en Múnich, Jaime Arbós Serra se convierte en el primer olímpico del club. Ya en los años 1980 llegan los títulos seniors, el primer Campeonato de Cataluña (1980-81), la primera Liga (1983), pero por encima de todos, las Copas de Europa (1985 en Frankentaal (Alemania) y 1998 en Tarrasa) y las Recopas de Europa (1994, 2000) o la Copa de Europa de Hockey Sala (1999).

## Presidentes
- Josep Oriol Freixa i Vancells (1952-1954)
- Josep Marqués i Izard (1954-1990)
- Santiago Morera i Garcia (1990)
- Joan Galí i Barceló (1990-1998)
- Miquel Corbera i Perearnau (1998-2006)
- Josep Maria Biosca (2006-..)

## Palmarés

### Hockey sobre hierba masculino
- Copa de Europa: 2 (1984-85, 1997-98)
- Recopa de Europa: 2 (1993-94, 1999-00)
- Recopa de Europa B: 1 (2001-02)
- Liga Española: 22 (1982-83, 1983-84, 1984-85, 1985-86, 1986-87, 1987-88, 1988-89, 1989-90, 1990-91, 1993-94, 1994-95, 1996-97, 2003-04, 2004-05, 2005-06, 2006-07, 2008-09, 2009-10, 2010-11, 2011-12, 2016-17, 2021-2022)
- Copa del Rey: 16 (1983-84, 1984-85, 1985-86, 1986-87, 1987-88, 1989-90, 1990-91, 1991-92, 1993-94, 1994-95, 1996-97, 2000-01, 2005-06, 2009-10, 2014-2015, 2021-2022)
- Campeonato de Cataluña: 21 (1980-81, 1982-83, 1984-85, 1985-86, 1986-87, 1987-88, 1988-89, 1989-90, 1990-91, 1992-93, 1994-95, 1995-96, 1996-97, 2002-03, 2003-04, 2004-05, 2005-06, 2009-10, 2010-11, 2019-20, 2020-21)

### Hockey sobre hierba femenino
- Campeonato de Cataluña: 3 (1987-88, 2006-07, 2008-09)